# 코덱
코덱(영어: codec)은 어떠한 데이터 스트림이나 신호에 대해, 인코딩이나 디코딩, 혹은 둘 다를 할 수 있는 하드웨어나 소프트웨어를 일컫는다. 또, 이를 위한 알고리즘을 가리키는 용어로도 쓰인다. 전기 통신분야의 용어로는 디지털 회신, 곧 송수신 장치를 뜻하였으며, "부호기", "복호기"를 합쳐 불렀다. 코덱에는 데이터 압축 기능을 사용하여 자료를 압축하거나 압축을 푸는 소프트웨어나, 소리, 동영상 등의 자료를 다른 형식으로 변환하는 장치 및 소프트웨어가 포함된다.
일반적으로 코덱 이라고 하면 영상, 음향 등 미디어 정보를 압축하는 기술을 가리킨다.

## 압축 품질
- 손실 코덱: 영상이나 음향과 같은 정보는 시공간적 연관성에 의하여 지각되기 때문에, 개별 데이터에 대하여 오차가 있더라도 문제가 없는 경우가 많다. 이에 따라 사람이 잘 느끼지 못하는 부분을 우선적으로 손실시켜 압축률을 크게 올리는 기술이 적용된다. 대부분의 유명한 비디오/오디오 코덱들이 손실 코덱을 사용하는데, 사용되는 코덱과 설정에 따라 압축되지 않은 원음과 실제로 차이를 느끼기가 쉽지 않다.[5]
- 비손실 코덱: 압축된 데이터가 원본 스트림에 존재하는 모든 정보를 보유하고 있는 코덱을 비손실 코덱이라고 한다. 대개 영상 편집처럼 빠른 처리가 필요하거나 편집 도중 화질 열화를 막기 위해 비손실 코덱이 쓰인다. zip등을 비롯한 데이터 압축은 기본적으로 이 기술을 사용한다.
- 무압축 : 디지털 데이터가 다른 코덱 등을 거치지 않고 저장되고 변환되는 경우이다. RAW DATA 라고 불리기도 한다.

## 같이 보기
- 모뎀
- 데이터 압축